# Vishniovka (Sochi)
Vishniovka (del ruso: Вишнёвка) es un microdistrito perteneciente al distrito de Lázarevskoye de la unidad municipal de la ciudad-balneario de Sochi del krai de Krasnodar del sur de Rusia. Tiene alrededor de 4 000 habitantes.
Está situado en la zona noroeste del distrito, junto a las desembocaduras de los ríos Vishniovka y Vodopadnaya en el mar Negro. Sus principales calles son: Maikopskaya, Respublikanskaya, Kazanskaya, Solovinaya, Batutina y Vejtereva y los callejones Kazanski, Vysotni y Vorodina.
Al norte, siguiendo la costa y tras atravesar el valle del río Shuyuk se halla Magri, y hacia el sur Makopse.

## Historia
Recibió la inmigración de griegos pónticos que emigraron por las persecuciones en el Imperio otomano. Entre 1904 y 1927 aquí trabajó el neurólogo Vladímir Béjterev

## Economía y transporte

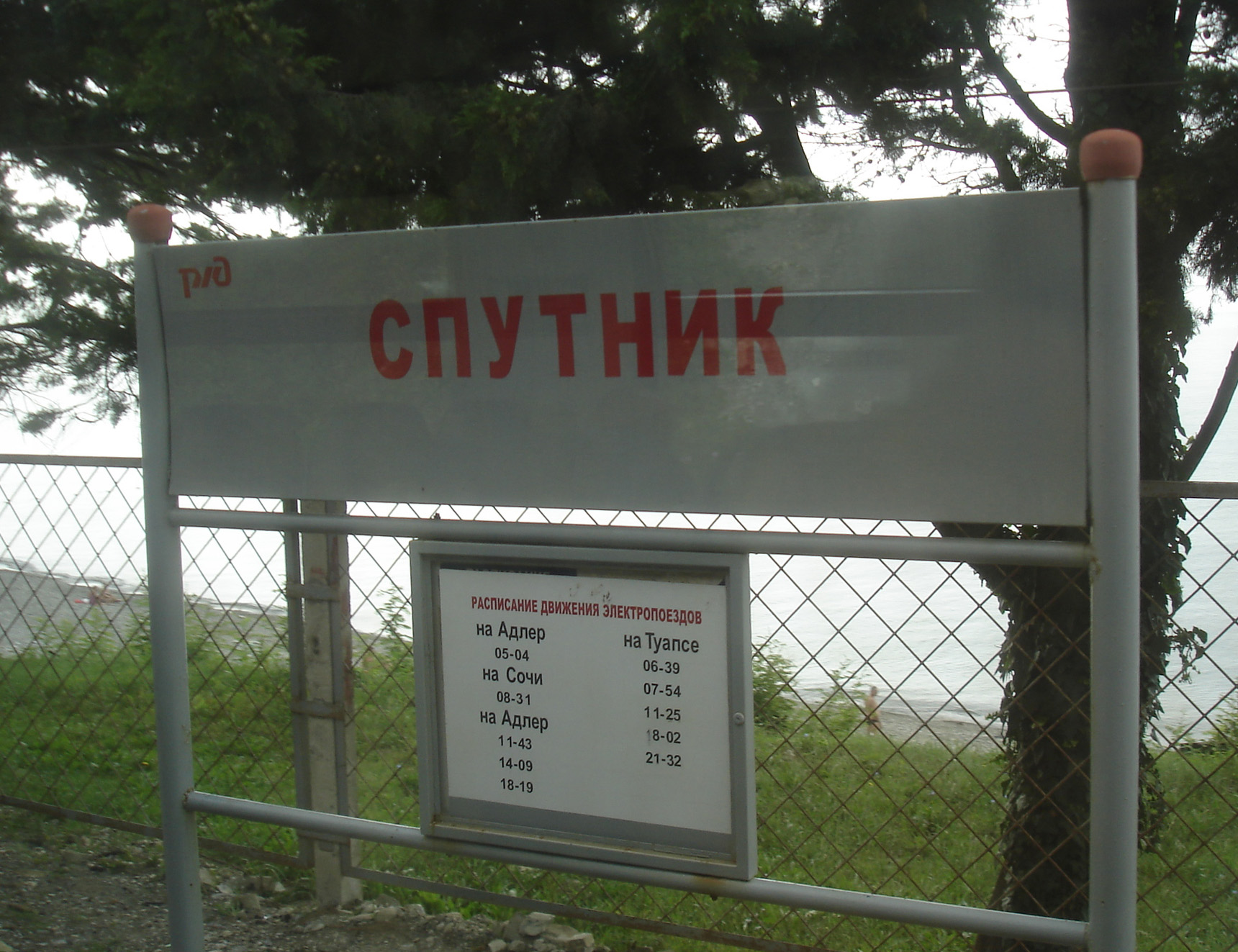
Plataforma ferroviaria Spútnik.

Alrededor del microdistrito se desarrolla la viticultura (sovjós Lázarevski). No obstante, la principal actividad económica es el turismo, en lo relativo al alojamiento y la organización de excursiones a los parajes naturales próximos como la cascada de 16 m Slezy Laury o el lago Armiánskoye. Su playa recibe numerosos visitantes. Los restos del buque soviético Azov (previamente carguero Yósif Kosior), hundido en 1942 por el bombardeo alemán, atrae las visitas de buceadores.
Cuenta con dos plataformas de ferrocarril (Sputnik y TsK ZhD) en la línea Tuapsé-Sujumi del ferrocarril del Cáucaso Norte, ambas inauguradas en 1951. Por la localidad pasa la carretera federal M27 Dzhubga-frontera abjasa.

## Lugares de interés
- Iglesia armenia de San Sarguis (1993).
- Hotel Burevestnik,[5] construido en 1963 y perteneciente a la Universidad Estatal de Moscú.